# Brug 623
Brug 623 is een vaste brug in Amsterdam Nieuw-West.
De brug ligt over een duiker ten oosten van wat in de jaren vijftig tot en met tachtig van de 20e eeuw het Scholeneiland werd genoemd. Het is een min of meer rechthoekig eiland tussen de wijken Geuzenveld en Slotermeer in. Op dat stukje grond stonden in die jaren veelal houten noodscholen. In het begin dienden die nog als noodopvang voor alle kinderen uit de gezinnen die zich hier in de jaren vijftig vestigden; er was jarenlang een tekort aan kleuterscholen mede door de bouwstop die de regering in Den Haag had afgeroepen. Na de sloop van de noodscholen, zou op het eiland een openluchttheater gevestigd worden, maar het viel ten prooi aan de verdichting van de stadsbebouwing. Geplande flatgebouwen verdwenen als gevolg van inspraakrondes van tafel; er kwamen A-, B- en C-koopwoningen en een aantal plaatsen voor woonwagenbewoners.  
De duiker ligt onder de Nienke van Hichtumstraat die de verbinding vormt met de Burgemeester Van Leeuwenlaan en het eiland, en in praktijk meer een dorpsstraat is. De bruggen 608, 626 en 623 vormen de enige verbindingen tussen eiland en het “vasteland” om het eiland; daarbij is alleen brug 623 toegankelijk voor auto’s.
Het eiland was oorspronkelijk alleen verbonden met een brug aan de kant van de Alberdagracht en een tweetal bruggen, later één brug, aan de kant van de Jacob van Maerlantstraat. Op een foto uit 1962 is hier daarom nog geen brug/duiker te zien. Een brug aan de oostzijde verscheen pas toen het eiland werd bebouwd en de Nienke van Hichtumstraat werd aangelegd rond 1988. Aan de westzijde is nooit een brug geweest.
<<< · 600 · 601 · 602 · 603 · 604 · 605 · 606 · 607 · 608 · 609 · 610 · 611 · 612 · 613 · 614 · 615 · 616 · 617 · 618 · 619 · 620 · 621 · 622 · 623 · 624 · 626 · 627 · 628 · 629 · 630 · 631 · 632 · 633 · 634 · 635 · 636 · 637 · 638 · 639 · 643 · 651 · 652 · 653 · 655 · 656 · 657 · 658 · 659 · 660 · 661 · 662 · 663 · 664 · 665 · 666 · 667 · 668 · 669 · 670 · 671 · 673 · 674 · 675 · 676 · 677 · 678 · 679 · 681 · 682 · 683 · 684 · 685 · 687 · 688 · 689 · 690 · 691 · 692 · 695 · 696 · 699 · >>>
Verdwenen brugnummers: 625 (afgebroken brug Sam van Houtenstraat), 640, 644, 645, 646, 647, 648, 650, 672 (duiker Cornelis Lelylaan, Rembrandtpark), 694, 698.
Nooit gebouwd: 649, 680 (nooit gebouwde brug Sloterplas).
Brugnummers 641, 642, 654, 686, 693, 694 en 697 zijn onbekend.